# Lars Erik Zachrisson
Lars Erik Zachrisson, född 6 februari 1919 i Västerås, död 12 juli 1980, var en svensk ingenjör, försvarsforskare och tillämpad matematiker.
Zachrisson tog studentexamen 1937, blev filosofie kandidat vid Uppsala universitet 1939, tog civilingenjörsexamen i teknisk fysik från Kungliga Tekniska högskolan 1945 och blev teknologie licentiat 1955 på avhandlingen On the Energy Levels of a Generalized Pendulum Equation med Göran Borg som handledare. Han blev docent i reglerteknik vid KTH 1959.
Han var 1:e assistent vid KTH:s institution för hållfasthetslära 1944-1946, var anställd vid Arméförvaltningen 1946-1947 och därefter vid Försvarets forskningsanstalt (FOA) 1947-1957. Han var verksam vid avdelningen FOA 2 där han arbetade med robotstyrning, och var därefter chef för kontoret för systemfunktioner vid Saab i Linköping 1957-1963, där han var fortsatt verksam med robotfrågor. Han var därefter verksam vid institutionen för optimeringslära och systemteori vid KTH från 1963 och samtidigt verksam vid FOA. Från 1969 till 1980 var han professor i optimeringslära och systemteori vid KTH, och efterträddes på professuren av sin tidigare doktorand Anders Lindquist.
Tillsammans med bland andra Germund Dahlquist startade han Institutet för tillämpad matematik.